# مسدد بن مسرهد
مسدد بن مسرهد بن مسربل بن مستورد الأزدي الأسدي (150 - 228 هـ / 768 - 843م). من أعلام الحديث النبوي المشاهير وأحد رواته.

## نسبه
مُسدّد بن مُسرهد أبو الحسن الأزدي، ثم الأسدي الشريكي البصري.

## رواية الحديث
- حدث عن: جويرية بنت أسماء، ومهدي بن ميمون، وحماد بن زيد، وعبد الله بن يحيى بن أبي كثير، وأبي عوانة، وأبي الأحوص، والحارث بن عبيد، وخالد بن عبد الله، وهشيم بن بشير، وعبد الوارث، وسلام بن أبي مطيع، وعبد العزيز بن المختار، ويزيد بن زريع، وملازم بن عمرو، ومحمد بن جابر بن سيار السحيمي، ومعتمر، ومرحوم، وسفيان بن عيينة، وفضيل بن عياض، ويحيى القطان، وعيسى بن يونس، ووكيع بن الجراح وأبيه الجراح، وعدد كثير.
- حدث عنه: البخاري، وأبو داود، ومحمد بن يحيى وولده يحيى، وأبو زرعة الرازي، وأبو حاتم الرازي، ويعقوب الفسوي، ويعقوب السدوسي، ومعاذ بن المثنى، وأبو إسحاق الجوزجاني، وإسماعيل القاضي وأخوه حماد بن إسحاق، وابن عمه يوسف القاضي، وأبو خليفة الجمحي، وغيرهم خلق كثير.[4][5]

## الجرح والتعديل
- روى يحيى بن معين عن يحيى بن سعيد القطان قال: «لو أتيت مسددا فحدثته في بيته لكان يستأهل».
- قال أحمد بن حنبل: «مسدد صدوق، فما كتبت عنه فلا تعد».[6]
- قال أبو الحسن الميموني: «سألت أبا عبد الله الكتاب لي إلى مسدد، فكتب لي إليه وقال: نعم الشيخ عافاه الله».
- قال محمد بن هارون الفلاس: «سألت يحيى بن معين عن مسدد فقال: صدوق».
- قال جعفر بن أبي عثمان: «قلت لابن معين : عمن أكتب بالبصرة، قال: اكتب عن مسدد فإنه ثقة ثقة».
- قال النسائي: «ثقة».
- قال ابن حجر العسقلاني: ثقة حافظ.[7]